# Axis of Justice
Pour les articles homonymes, voir AOJ.
Axis of Justice (AOJ) est une organisation militante à but non lucratif fondée et dirigée par Tom Morello et Serj Tankian.  S'articulant autour de concerts (particulièrement dans la région de Los Angeles) et d'une émission de radio, l'association veut rassembler musiciens, amateurs de musique et personnalités politiques afin de lutter pour la justice sociale.
Axis of Justice: Concert Series Volume 1 est le nom d'un album live DVD lancé en 2004 au profit de l'organisation.  Divers artistes y font différentes prestations à saveur pacifistes.  On peut notamment y entendre Flea, Brad Wilk, Chris Cornell, Serj Tankian, John Dolmayan, Pete Yorn, Tim Walker, Maynard James Keenan, Wayne Kramer et autres. Le groupe de hip-hop Jurassic 5 présente également deux titres sur cet album, Freedom et What's golden, extraits de leur album Power in numbers.